# Dendrodoa uniplicata
Dendrodoa uniplicata är en sjöpungsart som först beskrevs av Bonnevie 1896.  Dendrodoa uniplicata ingår i släktet Dendrodoa och familjen Styelidae.
Artens utbredningsområde är Norra Ishavet. Inga underarter finns listade i Catalogue of Life.